# Клисурски манастир (Софийска епархия)
Вижте пояснителната страница за други значения на Клисурски манастир.
Клисурският манастир „Света Петка“ е действащ женски православен манастир в Софийската епархия на Българската православна църква.

## Местоположение
Отстои на 500 метра северозападно от село Клисура и след него на още 4 километра от град Банкя. Намира се на върха на хълм в полите на Люлин планина. От поляната пред манастира се открива изглед към Черни връх.
От януари 2025 година до манастира е разкрита директна линия на градския транспорт - автобус № 46 спира пред манастира, като през делничните дни извършва седем курса, а през уикенда шест. До манастира се стига и с автобус № 49 от метростанция Сливница, от разклона на последната спирка напряко по указателните табели нагоре през пасбището или наляво по велоалеята по заобиколен и по-полегат маршрут.

## История
Изграден е през XIII век, център на голяма лавра от скитове и манастири, обновен през XIII век.
Възстановен е през XX век като скит от руски монахини с настоятелка на обителта схиигумения Мария Дохторова (1896 – 1978). Със светско име Лидия Николаевна, после монахиня Диодора, тя е странстваща подвижница, емигрирала от Русия и монашествала в обители в разни страни; в България е духовно чедо на епископ Партений Левкийски и наставница на митрополит Гавриил Ловчански, който написва нейната биография. Въздига манастирския храм „Св. Петка Търновска“ след срутване, обновен е през 1954 г. и изографисан от руски монах, рисувал и в кв. Вердикал (Банкя), но поради изгаряне на архива и вероятно замазване на надписа името му е неизвестно.
През XXI в. в двора е изградена изящна и просторна църква ротонда „Въведение Богородично“, която се изографисва на високо художествено ниво към 2017 г. Голяма част от манастира е покрита с външни стенописи с много надписи, изпълнени от съвременния самобитен художник монах Партений с екип от 2 жени, работещи в ярки изкуствени цветове, които привнасят особен колорит, но през последните десетилетия са оставени да избледнеят, въпреки че са привлекателни за масовия вкус.

## Празници
Храмовите празници са на 14 октомври (Петковден) и на 21 ноември (Въведение Богородично).

## Галерия
- Снимки от манастира
- Стенопис на света Петка, патрон на манастира
- Цитат от Марко, 8:36 „Каква полза за човека, ако придобие целия свят, а повреди на душата си?“
- Цитат от Павел, 5:15 „Винаги се радвайте. Непрестанно се молете. За всичко благодарете.“
- Стенопис на Богородица с Младенеца